# فابيو أغيار
فابيو أغيار (مواليد 28 فبراير 1989)، هو لاعب كرة قدم سابق كان يلعب كمدافع.

## وصلات خارجية
- فابيو أغيار على موقع رابطة كرة القدم اليابانية للمحترفين (اليابانية)
- فابيو أغيار على موقع قاعدة بيانات كرة القدم.إي يو (الإنجليزية)
- فابيو أغيار على موقع Soccerway.com (الإنجليزية)
- فابيو أغيار على موقع عالم كرة القدم.نت (الإنجليزية)